# Сьодлковиці
Сьодлковиці (пол. Siodłkowice) — село в Польщі, у гміні Волув Воловського повіту Нижньосілезького воєводства.
Населення — 84 особи (2011).
У 1975-1998 роках село належало до Вроцлавського воєводства.

## Демографія
Демографічна структура станом на 31 березня 2011 року:
|          | Загалом | Допрацездатний вік | Працездатний вік | Постпрацездатний вік |
| -------- | ------- | ------------------ | ---------------- | -------------------- |
| Чоловіки | 41      | 7                  | 31               | 3                    |
| Жінки    | 43      | 9                  | 23               | 11                   |
| Разом    | 84      | 16                 | 54               | 14                   |